# Champagne-au-Mont-d'Or
Champagne-au-Mont-d'Or è un comune francese di 5 254 abitanti situato nella metropoli di Lione della regione Alvernia-Rodano-Alpi.
Il comune confina con la città di Lione.

## Società

### Evoluzione demografica
Abitanti censiti